# Bomaanslag in Reyhanlı op 11 mei 2013
Op 11 mei 2013 vonden in de Turkse grensplaats Reyhanlı twee zware bomaanslagen plaats; tot dan toe de dodelijkste terreurdaad in de Turkse geschiedenis. In het centrum van de etnisch gemengde stad aan de Syrische grens ontplofte om 13:45 een autobom. Een kwartier later ontplofte een tweede autobom. Deze verwondde veel omstanders die hulp verleenden. De aanslag maakte deel uit van de impact die de Syrische Burgeroorlog had in buurlanden van Syrië; een groot deel van de inwoners van deze Turkse grensstreek is aleviet (religieus verwant met Arabische alawieten ten zuiden van de grensregio).

## Impact
In de dagen na de aanslag demonstreerden de duizenden bewoners van Reyhanlı voor het aftreden van Erdogan en zijn regering. Ook in andere steden in de provincie Hatay werd heftig gedemonstreerd. Als reactie legde de AKP-regering een media-stilte op rond de aanslagen en de demonstraties. Door de onvrede van de burgers in de provincie Hatay met de steun voor opstandelingen in Syrië waren de demonstraties gerelateerd aan de Gezi-Park protesten later dat jaar hier zeer heftig. Ook moesten vluchtelingen worden verhuisd richting andere delen van het land, omdat gevreesd werd dat sommigen op wraak zonnen.

## Verdachten
Volgens premier Erdogan was de aanslag het werk van de Syrische geheime dienst. Andere bronnen wijzen juist naar aan Al Qaida gerelateerde groepen in Syrië, die Turkije zouden willen straffen voor het stoppen van wapenleveranties over de Turkse grens. De Islamitische Staat heeft al meerdere malen gedreigd met aanslagen op Turks grondgebied en is de belangrijkste verdachte.